# Дорман, Вениамин Давыдович
Вениами́н Давы́дович До́рман (12 февраля 1927 — 22 января 1988) — советский кинорежиссёр и киносценарист. Заслуженный деятель искусств РСФСР (1976).
Наиболее известное кинопроизведение Дормана — шпионская тетралогия о резиденте и двойном агенте Михаиле Тульеве («Ошибка резидента», «Судьба резидента», «Возвращение резидента», «Конец операции «Резидент»).

## Биография
Родился в Одессе, в семье композитора Давида Дормана.
С 1943 года работал в Госцирке, участвовал в работе фронтовых бригад от Центрального клуба строителей Москвы. В 1943 году учился на архитектурном отделении Московского инженерно-строительного института. С 1944 года учился на режиссёрском факультете ВГИКа в мастерской Г.М.Козинцева.  
После окончания института в 1951 году по распределению работал на Нижне-Волжской студии кинохроники в Саратове. Будучи начинающим сотрудником, стал одним из авторов сценария и режиссером документального фильма "В колхозе имени В.И. Ленина", где попытался показать передовое хозяйство, которое добивается успехов благодаря целенаправленному и системному труду большого коллектива, опирающегося на традиции коммуны, которую в 1922 году в Кирсановском районе Тамбовской области основали реэмигранты из Америки. 
Затем работал на Ростовской студии. Снял ряд документальных очерков и фильмов.
С 1957 года — режиссёр на Киностудии имени М. Горького, был вторым режиссёром на фильме «Тихий Дон» (1958). Как режиссёр-постановщик дебютировал фильмом «Девичья весна» (1960). Почти в каждом своём фильме снимал любимых актёров: Вадима Захарченко и Георгия Тусузова.
Автор сюжетов для детского юмористического журнала «Ералаш» и «Фитиля».
По показателям кассового успеха у зрителей за первый год демонстрации фильмы режиссёра занимают четвертое место, — это связывают с его выбором по преимуществу остросюжетных тем.
Член КПСС с 1959 года, член Союза кинематографистов СССР (Москва).
Скончался 22 января 1988 года. Похоронен в Москве на Головинском кладбище (участок № 16).

## Семья
- жена — Людмила Альбертовна Бирчанская — научный сотрудник;
  - сын — Олег Вениаминович Дорман (род. 1967), российский кинорежиссёр.

## Фильмография

### Режиссёр
- 1954 — Севернее Сталинграда[5]
- 1955 — На первенство СССР по классической борьбе 1955 г.[6]
- 1956 — Путь исканий[7]
- 1958 — Рождение фильма (совместно с Г. Оганесяном)[8]
- 1960 — Девичья весна (совместно с Г. Оганесяном)
- 1962 — Весёлые истории
- 1963 — Штрафной удар
- 1964 — Лёгкая жизнь
- 1965 — Приезжайте на Байкал
- 1968 — Ошибка резидента
- 1970 — Судьба резидента
- 1973 — Земля, до востребования
- 1975 — Пропавшая экспедиция
- 1976 — Золотая речка
- 1978 — Исчезновение
- 1979 — Циркачонок
- 1979 — Похищение «Савойи»
- 1980 — Ночное происшествие
- 1982 — Возвращение резидента
- 1983 — Талисман
- 1984 — Медный ангел
- 1986 — Конец операции «Резидент»
- 1987 — Разорванный круг

#### Режиссёр сюжетов «Ералаша»
- 1974 — Ералаш — Выпуск № 2 (сюжет «Не надо волноваться»)
- 1975 — Ералаш — Выпуск № 4 (сюжет «Если хочешь быть здоров...»)
- 1975 — Ералаш — Выпуск № 6 (сюжет «Талант»; в титрах — М. Давыдов)
- 1976 — Ералаш — Выпуск № 10 (сюжет «Love story / История любви»)
- 1977 — Ералаш — Выпуск № 11 (сюжет «А ну-ка, мальчики!»)
- 1977 — Ералаш — Выпуск № 12 (сюжет «Спасибо за внимание»)
- 1978 — Ералаш — Выпуск № 16 (сюжет «Все четыре колеса»)
- 1978 — Ералаш — Выпуск № 16 (сюжет «Царевна-Несмеяна»)
- 1978 — Ералаш — Выпуск № 18 (сюжет «Чемпион»; в титрах — М. Давыдов)
- 1981 — Ералаш — Выпуск № 29 (сюжет «Помогите!»; в титрах — З. Давыдов)
- 1981 — Ералаш — Выпуск № 29 (сюжет «Самый умный!»; в титрах — З. Давыдов)
- 1982 — Ералаш — Выпуск № 31 (сюжет «Как пройти к Большому театру?»; в титрах — З. Давыдов)
- 1982 — Ералаш — Выпуск № 34 (сюжет «В мире шахмат»; в титрах — З. Давыдов)
- 1982 — Ералаш — Выпуск № 37 (сюжет «Леди и джентльмены»)

### Сценарист
- 1960 — Ванька (короткометражный; совместно с Э. Бочаровым и Г. Оганесяном)

#### Автор сценариев к сюжетам «Ералаша»
- 1976 — Ералаш — Выпуск № 10 (сюжет «Love story / История любви»)
- 1977 — Ералаш — Выпуск № 11 (сюжет «А ну-ка, мальчики!»)
- 1981 — Ералаш — Выпуск № 29 (сюжет «Помогите!»; в титрах — З. Давыдов)

## Звания и награды
- заслуженный деятель искусств РСФСР (1976)[2];
- орден Трудового Красного Знамени (22 августа 1986)[источник не указан 1006 дней];
- медаль «За трудовую доблесть» (3 сентября 1974) — за заслуги в развитии советской кинематографии и активное участие в коммунистическом воспитании трудящихся[9].